# 塘栖乾隆御碑与水利通判厅遗址
塘栖乾隆御碑与水利通判厅遗址位于中国浙江省杭州市临平区塘栖镇水北社区京杭大运河北岸、水北街东段，塘栖耶稣堂西侧。明嘉靖三十五年（1556）在此设杭州府水利通判厅，主捕盗和兼管水利，明后期亦多从事缉私盐和维护地方治安，至清初废，民国初府址亦毁，仅存立于其中的乾隆御碑。该碑立于清乾隆十六年（1751）正月初二，记载了当年乾隆帝第一次南巡时为表彰浙江未积欠钱粮，而蠲免当年应征地丁钱粮三十万两，并勒石晓谕官民一事。碑通高5.4米，碑身高3米，宽1.2米，下厚0.5米，正文429字，款10字，四周镌云龙纹，为中国国内现存最大的御碑。

## 碑文
钦奉上谕：朕巡幸江浙，问俗省方，广沛恩膏，聿昭庆典。更念东南贡赋，甲于他省，其历年积欠钱粮，虽屡准地方大吏所请，分别缓带，以纾民力，而每年新旧并征，小民终未免拮据。朕宵旰勤劳，如伤在抱。兹当翠华亲莅，倍深轸切，用普均沾之泽，以慰望幸之忱。著将乾隆元年至乾隆十三年，江苏积欠地丁二百二十八万余两、安徽积欠地丁三十万五千余两悉行蠲免，俾吏无挂误，民鲜追呼，共享升平之福。夫任土作贡，岁有常经，自应年清年款。江苏积欠乃至二百二十余万之多，催科不力，有司实不能辞其咎；而疲玩成习，岂民间风俗之浇漓，尚有未尽革欤？朕以初次南巡，故特加恩格外，嗣后该地方官务宜谆切劝谕，加意整顿。其在小民，亦当湔除旧习，勉效输将，勿谓旷典，可希冀屡邀而维正之，供任其逋负也！其浙江一省，虽额赋略少于江苏，而积年以来，并无积欠，岂犬牙交错之地，不齐乃至是欤！此具见浙省官民敬事急公之义，而江苏官民所宜怀惭而效法者也！朕甚嘉焉。着将本年应征地丁钱粮蠲免三十万两，以示鼓励，各该督抚，其仰体朕惠爱黎元之意，严饬所属，实力奉行，使闾阎咸沾实惠。倘有不肖官吏，以还作欠，希图侵蚀，察出即行纠参，从重治罪。并将此通行晓谕知之，钦此。乾隆十六年正月初二。

## 图集
- 御碑亭（新建）
- 碑额
- 御碑北侧之水利通判厅遗址（2015年）
- 水利通判厅遗址（2025年）